# Bosque das Grevíleas

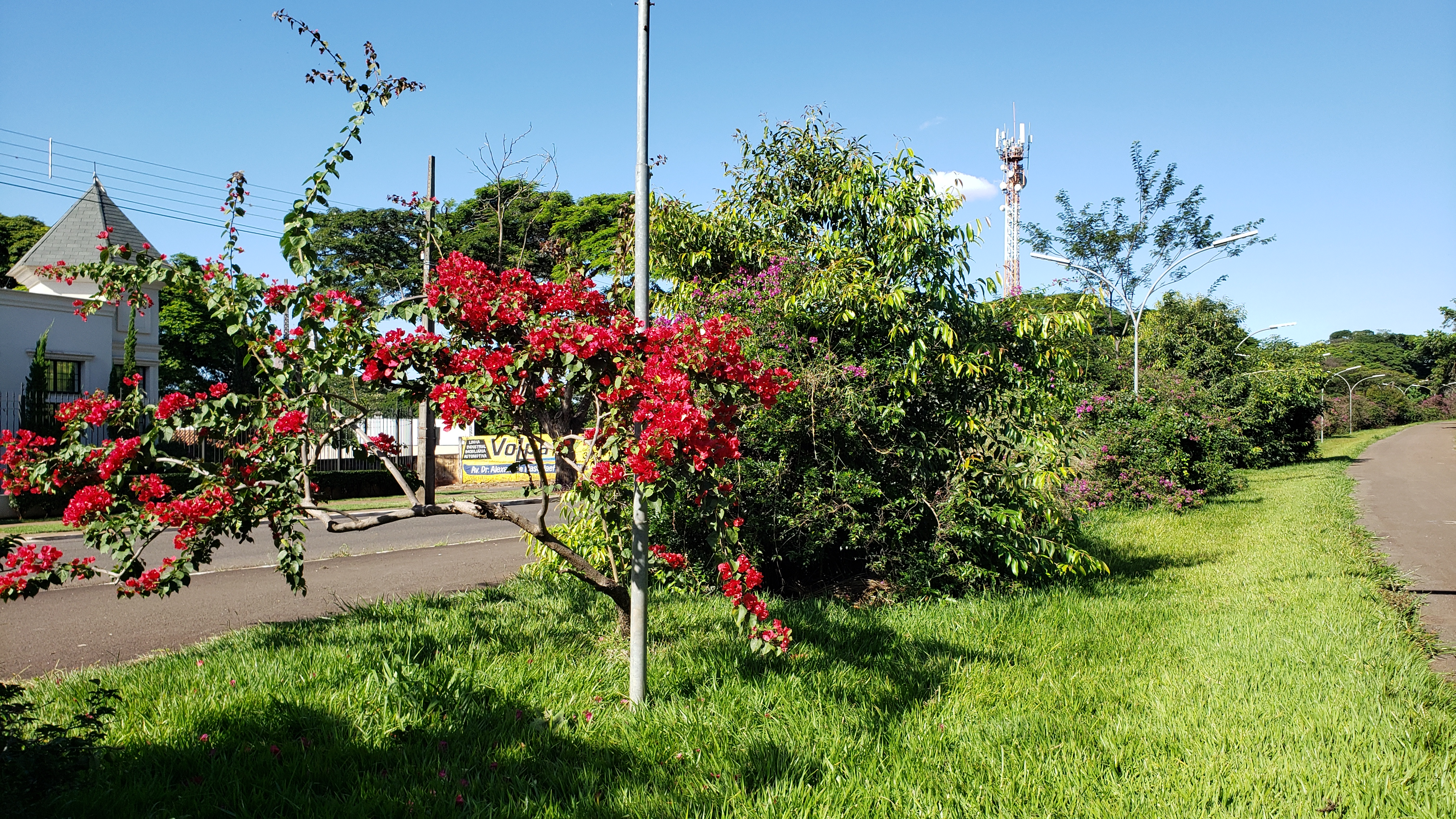
Bougainville cercando todo o Bosque Sensorial

O Bosque Anníbal Bianchini da Rocha, mais conhecido por Bosque das Grevíleas e Bosque Sensorial Ana Domingues, é uma área verde urbana localizada na cidade de Maringá, cidade brasileira do Paraná. O parque recebeu esse apelido pela presença majoritária da espécie de árvore Grevílea-robusta em seu interior.

## História[2]
Na época da colonização de Maringá pela Companhia Melhoramentos Norte do Paraná, na década de 1960, a empresa optou por plantar árvores da espécie Grevílea-robusta, vindas do estado australiano de Queensland, em um loteamento localizado na Zona 05 na cidade, enquanto não fosse realizada a venda dos terrenos da região. O fato é que quando a empresa veio a tentar retomar o espaço para fins econômicos houve resistência dos moradores do seu entorno, visto que a área verde já havia crescido.
Por hora, o parque de árvores tão singulares foi preservado.

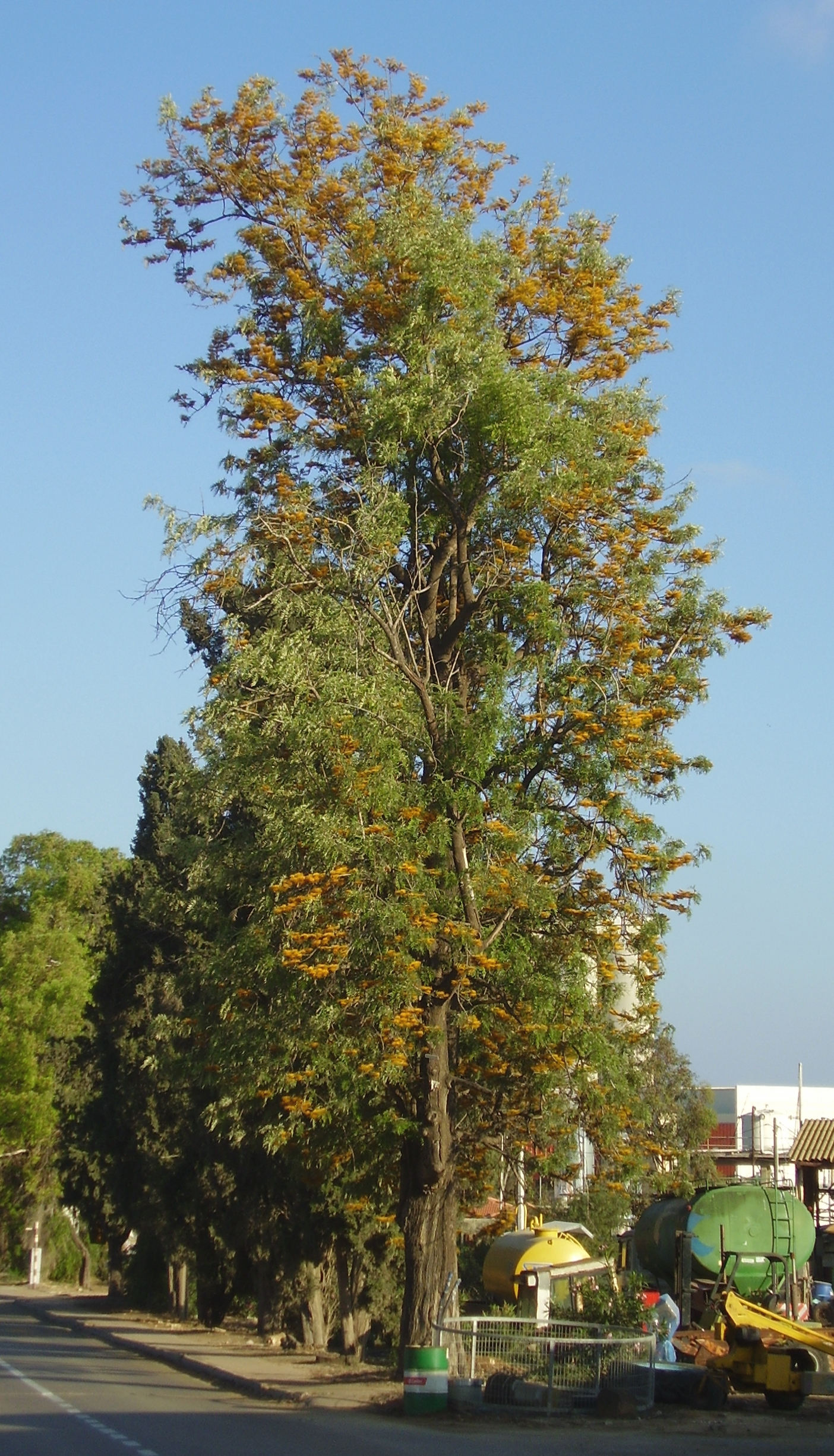
Grevílea-robusta

Nos anos 70, a TV Cultura tentou adquirir o terreno para instalação de antenas retransmissoras, visto que o bosque se encontra em uma das regiões mais altas da cidade, facilitando o tráfego de sinais.
A negociação foi barrada pela prefeitura de Maringá.
No ano de 1976, a Companhia Melhoramentos Norte do Paraná desmembrou e doou uma área daquele terreno de mais de 30 mil m² para a Companhia de Desenvolvimento de Maringá (CODEMAR) para a instalação de uma caixa d'água para abastecimento da região do Maringá Velho e proximidades. 
Também foram instaladas diversas antenas retransmissoras de imprensas nesse local, que veio a se tornar a Praça Pio XII (também conhecida por "Praça das Antenas"). Hoje, essa caixa d'água é operada pela Companhia de Saneamento do Paraná (SANEPAR) e a praça é muito utilizada para recreação da população.
Em 1999, a companhia doou o restante do lote à prefeitura de Maringá, que fez o trabalho de urbanização local, trazendo iluminação pública, mobiliário urbano e uma pista de caminhada.

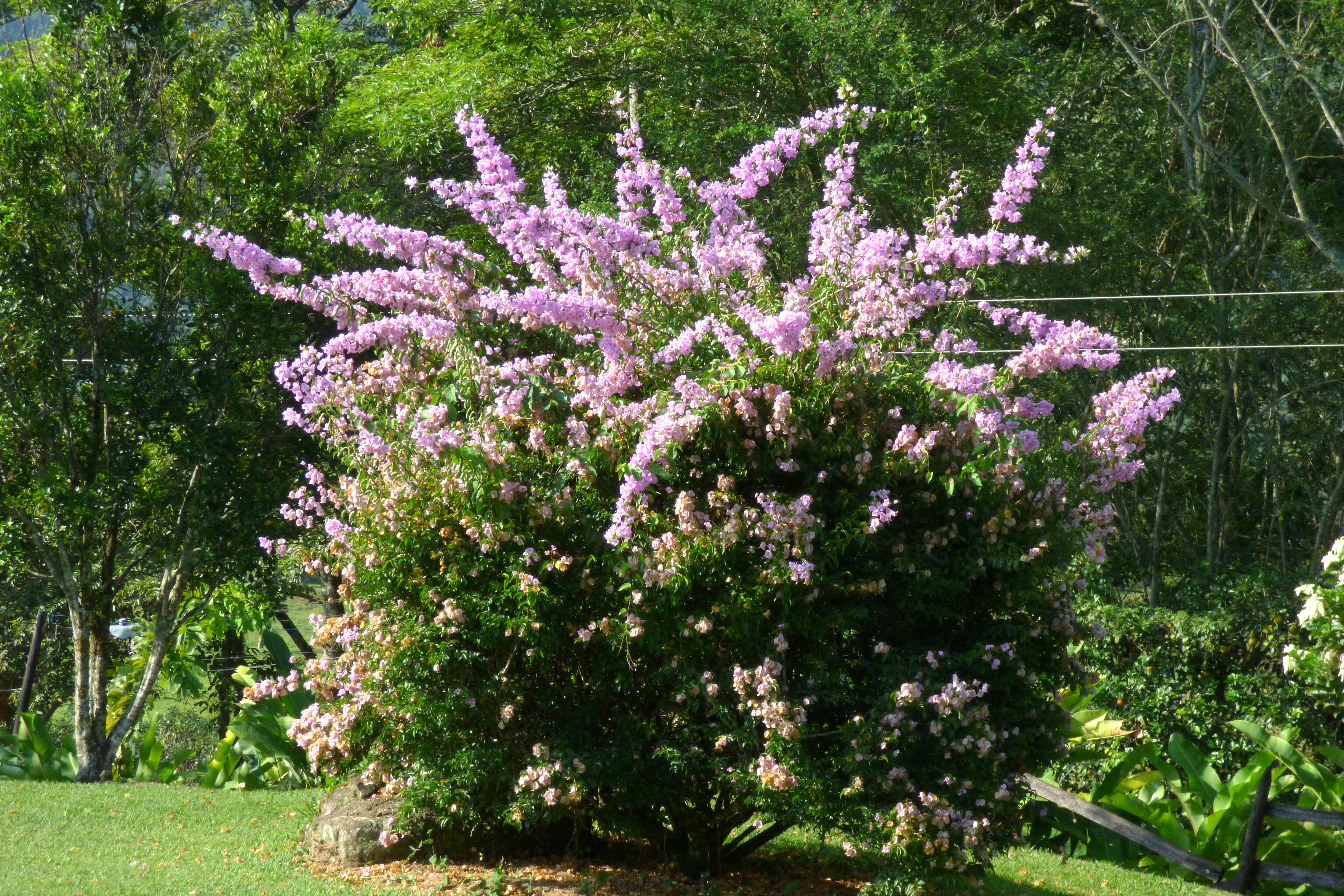
Boungainvillea glabra, espécie que circunda o Bosque das Grevíleas

## Infraestrutura
Nos seus mais de 40 mil m² de área, o bosque conta com diversos equipamentos públicos para recreação, contemplação da natureza e prática esportiva.
O bosque conta com uma pista de caminhada de cerca de 1 km de extensão. Ela é circundada por postes de iluminação em LED e placas que medem a distância para auxiliar as práticas da corrida e caminhada. 
Também há uma academia pública instalada no parque, nas proximidades da Praça Pio XII.
O espaço ainda conta com bancos para descanso, estacionamento, bicicletário, bebedouro, parquinho, palco em concreto para eventos ao ar livre, barraquinhas de comida e espaço para feira livre (que ocorre toda quarta-feira, o ano todo).

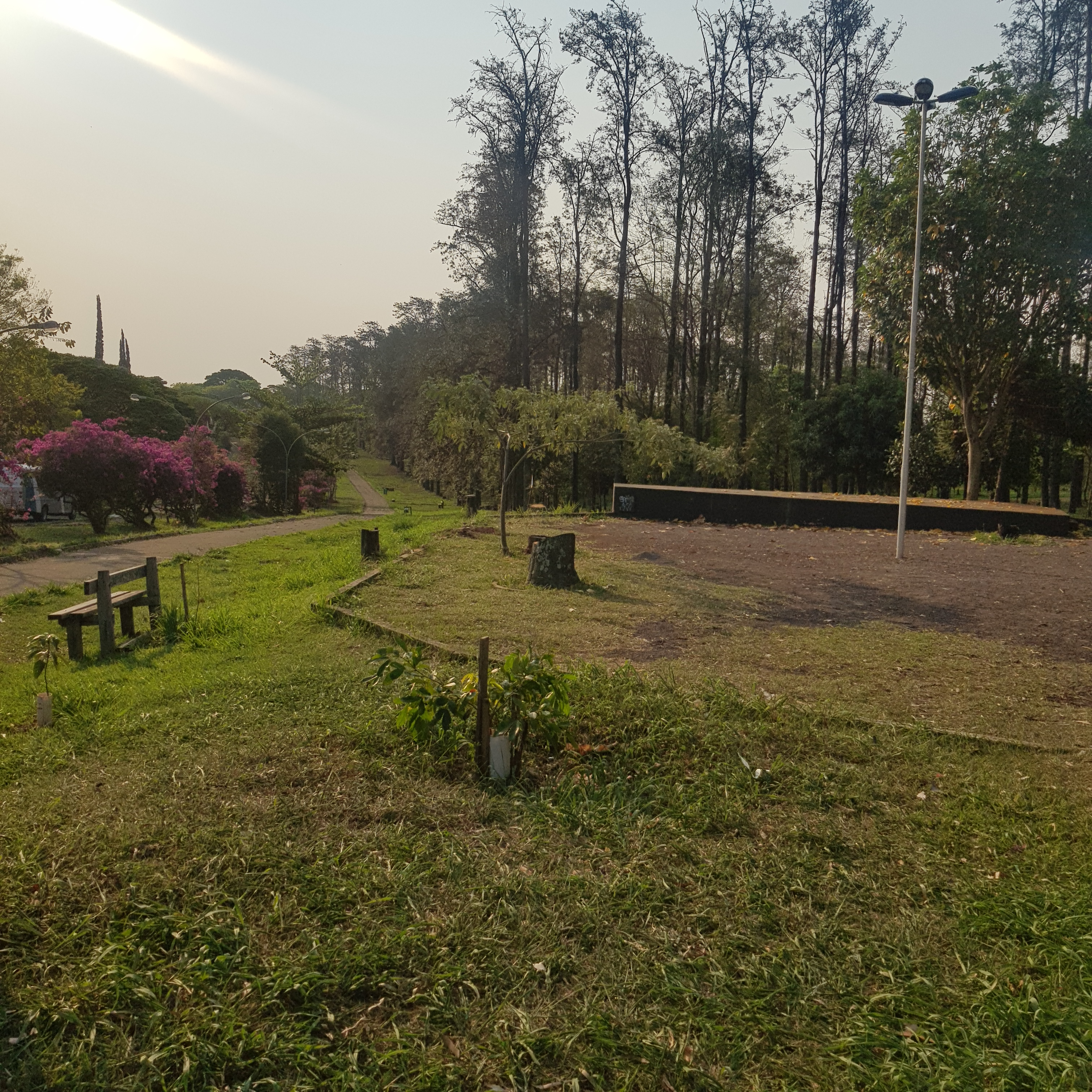
Bosque das Grevíleas em setembro de 2019

## Bosque Sensorial Ana Domingues

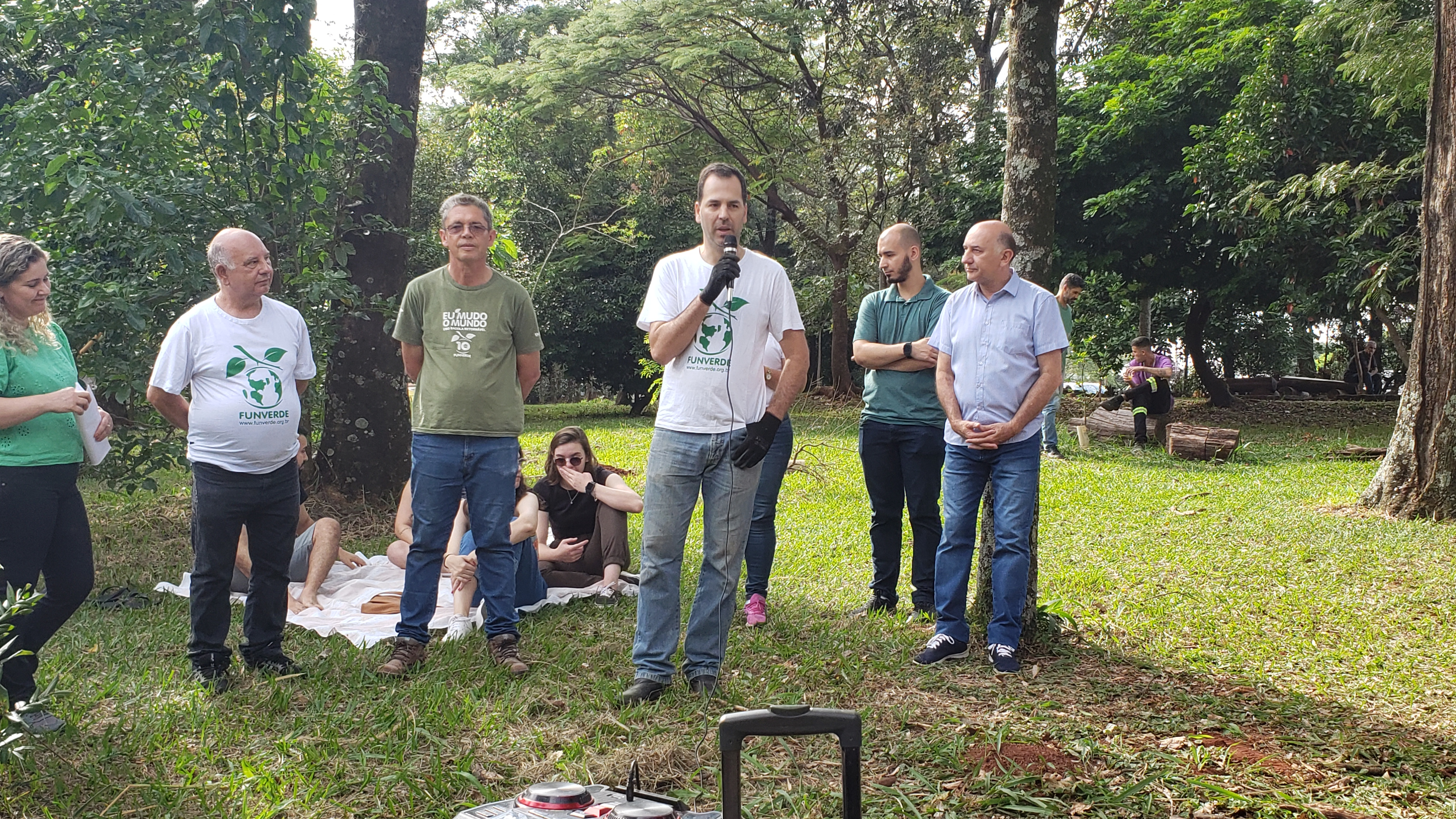
No Bosque Sensorial são realizados eventos

Além das grevíleas-robustas e boungainvillea glabra que fazem parte da paisagem do bosque, há o desenvolvimento, desde o ano de 2009, do Bosque Sensorial Ana Domingues, pela organização não governamental FUNVERDE. Toda a área do Bosque Sensorial fica dentro do Bosque das Grevileas e conta com mais de três mil e quinhentas árvores, sendo a maioria frutíferas ou em perigo de extinção de diversas espécies.